# Chimalhuacán
Chimalhuacán è una città del Messico situata nello Stato del Messico.